# 卡瓦尼亚斯德尔卡斯蒂略
卡瓦尼亚斯德尔卡斯蒂略，是西班牙埃斯特雷马杜拉卡塞雷斯省的一个市镇。总面积105平方公里，总人口532人（2001年），人口密度5人/平方公里。